# Conicera similis
Conicera similis är en tvåvingeart som beskrevs av Alexander Henry Haliday 1833. Conicera similis ingår i släktet Conicera och familjen puckelflugor. Arten är reproducerande i Sverige. Inga underarter finns listade i Catalogue of Life.